# Palmiet
Palmiet (Prionium serratum E.Mey. syn. Juncus serratus L.f., Acorus palmita Licht., Prionium palmita E.Mey.) is een robuuste, semiaquatische, bloeiende plant met wortelstokken die zo'n 2 m hoog kan worden. De naam palmiet is ingevoerd door Jan van Riebeeck als Wilde palmit. Het is de enige soort in het geslacht Prionium en is endemisch in Zuid-Afrika van de West-Kaap tot in KwaZoeloe-Natal.  Er zijn auteurs die de soort niet in de Thurniaceae plaatsen, maar er zijn eigen familie aan toekennen de Prioniaceae. Op de Zuid-Afrikaanse Rode Lijst komt de plant voor als afnemend met name omdat hij in KwaZoeloe-Natal voor de traditionele heelkunde geoogst wordt en het drasland waarin hij voorkomt door overbegrazing bedreigd wordt. SANBI plaatst de plant in de Juncaceae.

## Beschrijving
De stam van de plant kan tot 100 mm in doorsnede worden en is bedekt met de zwarte, vezelige basis van oude bladeren, spiraalsgewijs geplaatst op een wijze die nauw overeenkomt met de verwante familie Juncaceae. Er is echter ook verwantschap met de bergpalmiet (Tetraria thermalis]) die in de Cyperaceae ingedeeld wordt. De riemachtige lancetvormige bladeren zijn stijf en hebben een hoog gehalte aan silica. Ze zijn nauw, leerachtig, grijsgroen en hebben een gekartelde rand. De kleine bruine bloemen zijn geplaatst op een vertakte bloeiwijze die 1 m in lengte kan bedragen. De planten zijn tweeslachtig en bestuiving geschiedt door de wind. De vrucht is droog en driehoekig, een kapsel met drie zaadhokken en gevleugelde zaden met een zaadmantel en sclerenchymvezels. De zwarte net- en vezelachtige bladschedes worden vaak op de stranden aangetroffen in de buurt van kolonies palmiet. Nieuwe bloemscheuten worden wel gekookt en als groente gegeten. (Zie afbeeldingen)

## Taxonomie en verspreiding
P. serratum is een van slechts vier soorten due in de familie Thurniaceae geplaatst worden en de enige die in Zuid-Afrika thuis hoort.
Zijn verspreiding is niet aaneengesloten. De plant komt vooral in het zuiden van West-Kaap voor met was losse gebieden in Oost-Kaap en KwaZoeloe-Natal. Hij groei met name op een substraat van zandsteen en vormt dichte matten in moerasig gebied, in en langs stromen en rivieren. Palmietdraslanden kunnen het erosiegevaar van plotseling wassende rivieren goed beteugelen en wanneer zij verwijderd worden leidt dit al snel tot een rivier die in zijn sediment verstikt met oevers die door de plotselinge vloeden afkalven. 
De naam Prionium komt van het Griekse woord πρίων, priōn dat zaagblad betekent en serratum betekent getand in het Latijn De naam wilde palmit werd er door Jan van Riebeeck aangegeven, ongetwijfeld omdat deze grote gelijkenis vertoont met de palmito en de palmetto's. De eerste botanicus die er aandacht aan schonk was de Zweed Carl Peter Thunberg rond 1772. De naam evolueerde eerst tot wilde palmiet en later palmiet, de naam die nog steeds in het Afrikaans gebruikelijk is. Er zijn een aantal rivieren in de West-Kaap die Palmietrivier heten. Een ervan mondt uit tussen Bettysbaai en Kleinmond. Een andere heeft zijn bron even ten westen van Formosa Peak en sluit zich uiteindelijk aan bij de Keurboomsrivier.

## Galerij

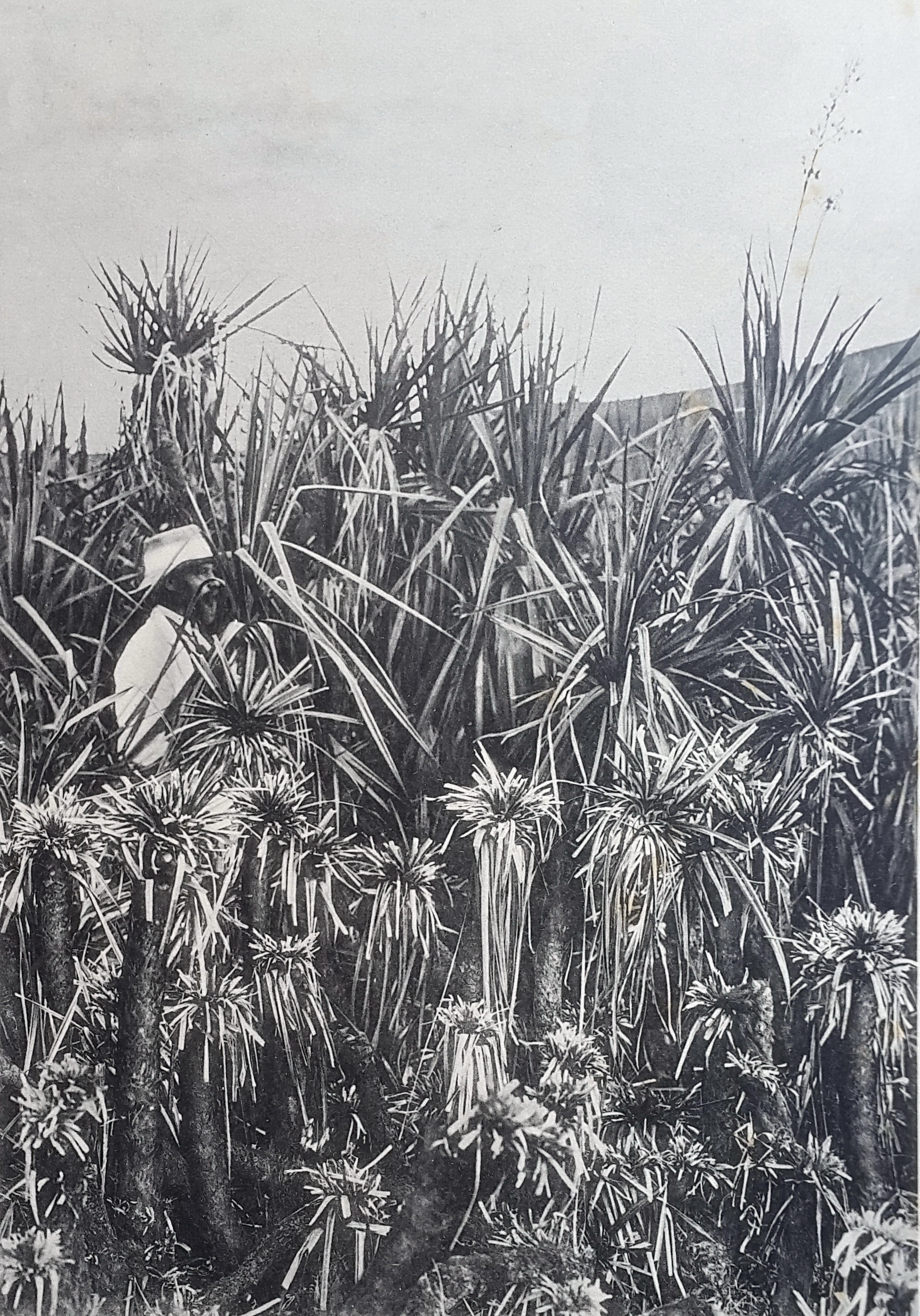
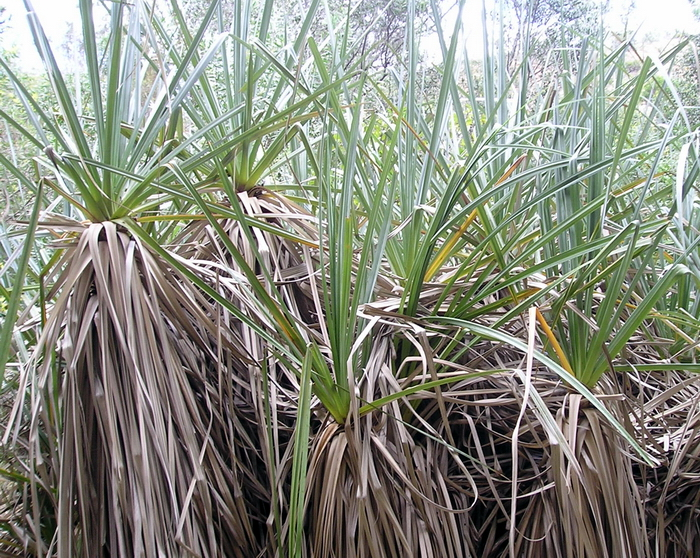
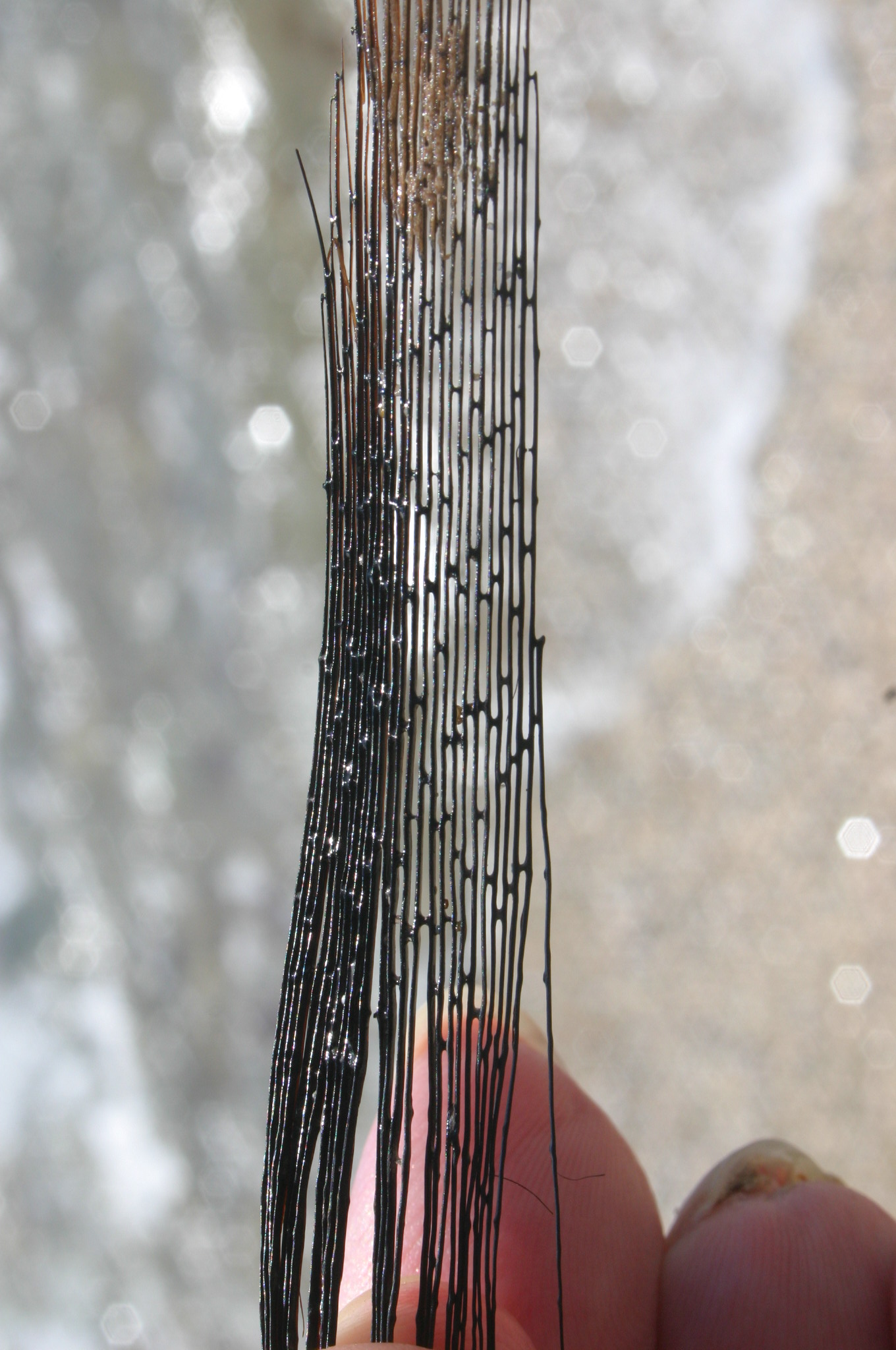
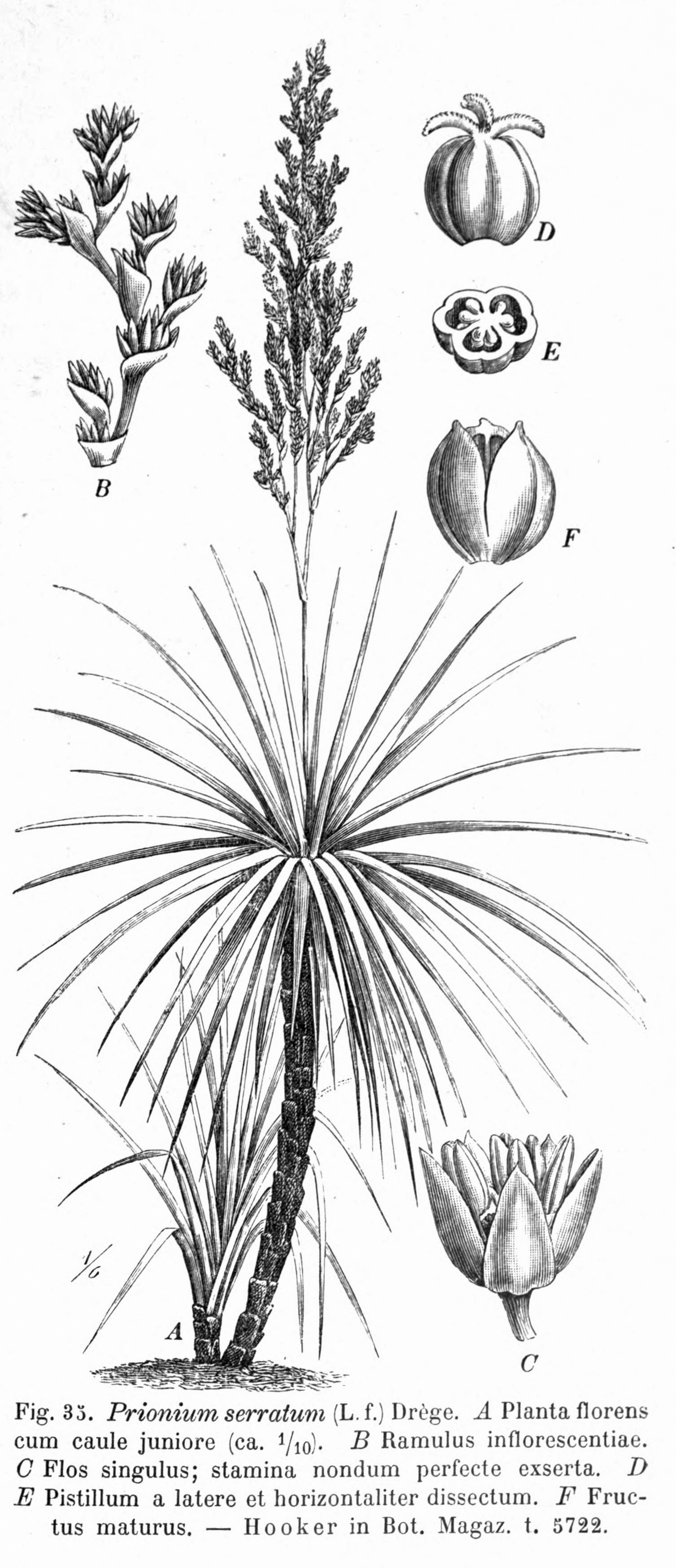
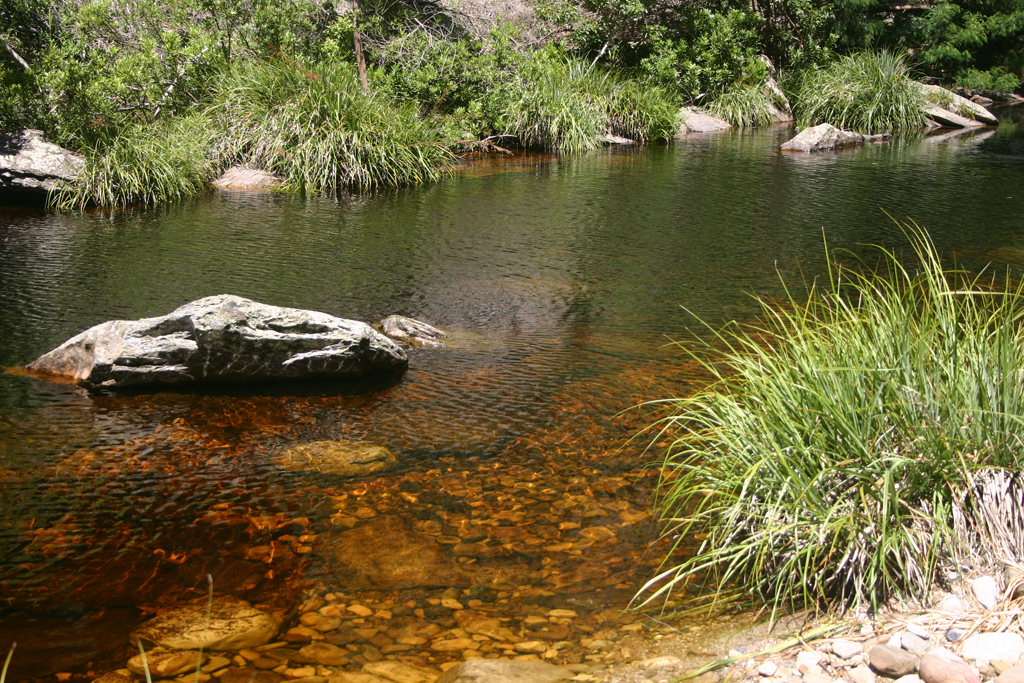